# Cédric Burdet
Cédric Burdet (Belley, 15 de novembro de 1974) é um ex-handebolista profissional francês, campeão olímpico.